# Jordløse
 Ikke at forveksle med Jorløse.
Jordløse er en by på Fyn med 330 indbyggere  (2024), beliggende 4 km sydøst for Haarby, 30 km sydvest for Odense og 20 km sydøst for Assens. Byen hører til Assens Kommune og ligger i Region Syddanmark.
Jordløse hører til Jordløse Sogn, og Jordløse Kirke ligger i byen. 2 km syd for byen ligger herregården Damsbo, og 3 km øst for byen ligger herregården Søbo.

## Faciliteter
Friskolen i Jordløse har 55 elever, og der er SFO. Naturbørnehaven Regnormen startede i 2013 og har ledelse fælles med friskolen. Jordløse Boldklub med ca. 400 medlemmer har ud over idrætsgrenene badminton, basketball, fodbold, gymnastik/dans og kajakroning også som formål at styrke det sociale og kulturelle i lokalområdet – næsten al dens aktivitet foregår på friskolen. Jordløse-Trunderup lokalhistoriske arkiv holder til på friskolen.
Jordløse Forsamlingshus er grundlagt i 1896. Det har en stor sal til 90 personer med scene og en mindre sal til 40 personer. En gang om måneden er der fællesspisning i forsamlingshuset.
I Jordløse er der hver sommer ringridning, ifølge den lokale hjemmeside det største ringridnings-arrangement uden for Sønderjylland.
Fra Byparken, der er anlagt på præstegårdsjorden, udgår en 5 km vandretur til Jordløse Bakker øst for byen.

## Historie

### Navnet
Jordløse nævnes første gang på skrift i 1340 i formen Joorløsø. Forleddet er navneordet jord, som tyder på at det var en kirke-adelby, dvs. en hoved- eller moderlandsby i modsætning til en udflytterlandsby. Navneendelsen –løse betyder måske "eng" eller "græsgang" og er almindelig for landsbyer, der er anlagt før vikingetiden.

### Forhistorisk tid
På Haastrupvej 28 i udkanten af byen ligger en 5.600 år gammel runddysse, der er Fyns største. Kammeret er placeret på en 16 m bred jordhøj, der er omgivet af 21 store rundsten. Gravhøjen Gisselhøj anses for at stamme fra den ældre bronzealder.

### Nyere tid
Omkring år 1500 var ejerforholdene til gårdene i Jordløse spredt på mange storfamilier, men i løbet af 1600-tallet blev gårdene samlet under Damsbo Hovedgård, der blev oprettet i 1552 af Jacob Mikkelsen Brockenhuus ved en sammenlægning af 3 enestegårde.
Det antages at landsbyen i 1636 blev egaliseret (samlet i et ejerlav og gjort ens i hartkorn) af Anders Bille til Damsbo.
Landsbyen bestod i 1664 af 20 gårde, sammensluttet i et ejerlav, en præstegård og 11 huse. I hele sognet har der formodentligt været 39 gårde. I hvert fald klagede præsten i Jordløse i 1690 over at antallet af gårde i sognet var faldet fra 39 til 30. Men fra 1664 til 1844 lå antallet af gårde i selve landsbyen konstant på 20.
Først efter 1844 blev en del af gårdene selveje, og i perioden 1844-1903 flyttede 9 gårde fra det oprindelige ejerlav uden for landsbyen. De 20 gårde er dog stadig samlet i Jordløse Bylaug, og hvert år på Valdemarsdag samles bymændene på bystævnet og drikker en øl.
Ejerlavet i Jordløse var i 1688 på 1212 ha – heraf var 59% opdyrket. Ejerlavets sydlige grænse var Hattebækken. Jordløse Sogn har haft tre vandmøller: Hattebæksmølle, Rørbæksmølle og Damsbo Mølle.

### Jernbanen
Jordløse fik jernbanestation på Odense-Nørre Broby-Fåborg Jernbane (1906-54). Jordløse station er tegnet af arkitekten Emanuel Monberg. Stationsbygningen er bevaret på Stationsvej 17.